# Ernest Desjardins
Ernest Desjardins, född den 30 september 1823 i Noisy-sur-Oise, död den 22 oktober 1886 i Paris, var en fransk historieskrivare och geograf, bror till Abel Desjardins, far till Paul Desjardins.
Desjardins blev 1861 professor (maître de conférences) vid lärarseminariet i Paris och 1875 ledamot av Académie des inscriptions, för vars handlingar han senare blev huvudredaktör. 
De viktigaste bland hans många arbeten är: Voyage d'Horace à Brindes (1855), Le Pérou avant la conquête espagnole (1858), Alesia (1859), Le grand Corneille historien (1861), Aperçu historique sur les embouchures du Rhône (1866), prisbelönt av Franska institutet, Les Antonius, d'aprés les documents épigraphiques (1875) och Géographie historique et administrative de la Gaule romaine (1876-93).